# Forsand
Forsand (Merganetta armata) är en fågel i familjen änder inom ordningen andfåglar. Den förekommer i bergsbelägna strömmande vattendrag i Sydamerika.

## Utseende
Forsanden är en mycket säregen 40 cm lång andfågel. Både hanen och honan har praktfulla men helt olika fjäderdräkter. Hanen har vitt huvud med ett svart ögonstreck som sträcker sig fram till övre delen av bröstet och förbundet med nacken genom ytterligare ett svart streck. Undersidan varierar geografiskt från huvudsakligen vit med små svarta fläckar i norr till mestadels svartaktig med bruna fjäderkanter i söder. Honan har grått huvud, medan undersidan är bjärt roströd. Båda könen har streckad rygg, lysande röd näbb och grönglänsande vingspeglar.

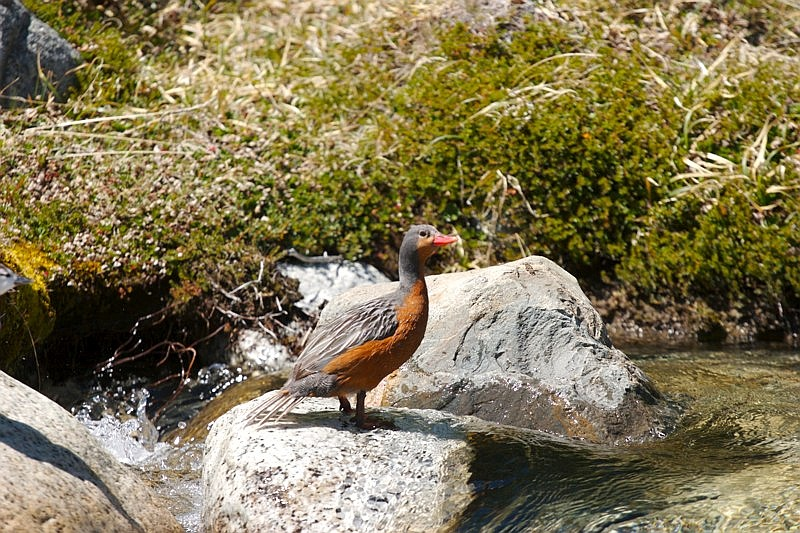
Hona av nominatformen M. a. armata i närheten av Fitz Roy i Argentina.

## Utbredning och systematik
Forsanden är endemisk för Anderna i Sydamerika. Den är ensam art i släktet Merganetta och delas upp i sex underarter med följande utbredning:
- Merganetta armata colombiana – Colombia och angränsande nordvästra Venezuela och Ecuador
- Merganetta armata leucogenis – centrala och östra Ecuador och Peru
- Merganetta armata turneri – Cuzco och Arequipa i södra Peru
- Merganetta armata garleppi – Bolivia
- Merganetta armata berlepschi – nordvästra Argentina och norra Chile
- Merganetta armata armata – Chile och i angränsande Argentina så långt söderut som till Tierra del Fuego

## Levnadssätt
Forsanden är en av bara fyra andarter som anpassat sig till ett liv i snabbt strömmande vattendrag (de övriga är strömanden på Norra halvklotet, papuaanden på Nya Guinea och blåanden i Nya Zeeland. Den hittas i bergstrakter på mellan 1000 och 3500 meters höjd. Arten häckar i bergsskrevor och andra skyddade håligheter i närheten av vatten. Den är en kraftfull simmare som lever av ryggradslösa djur. Den tar sällan till vingarna mer än korta sträckor och ses sällan med andra andarter. 

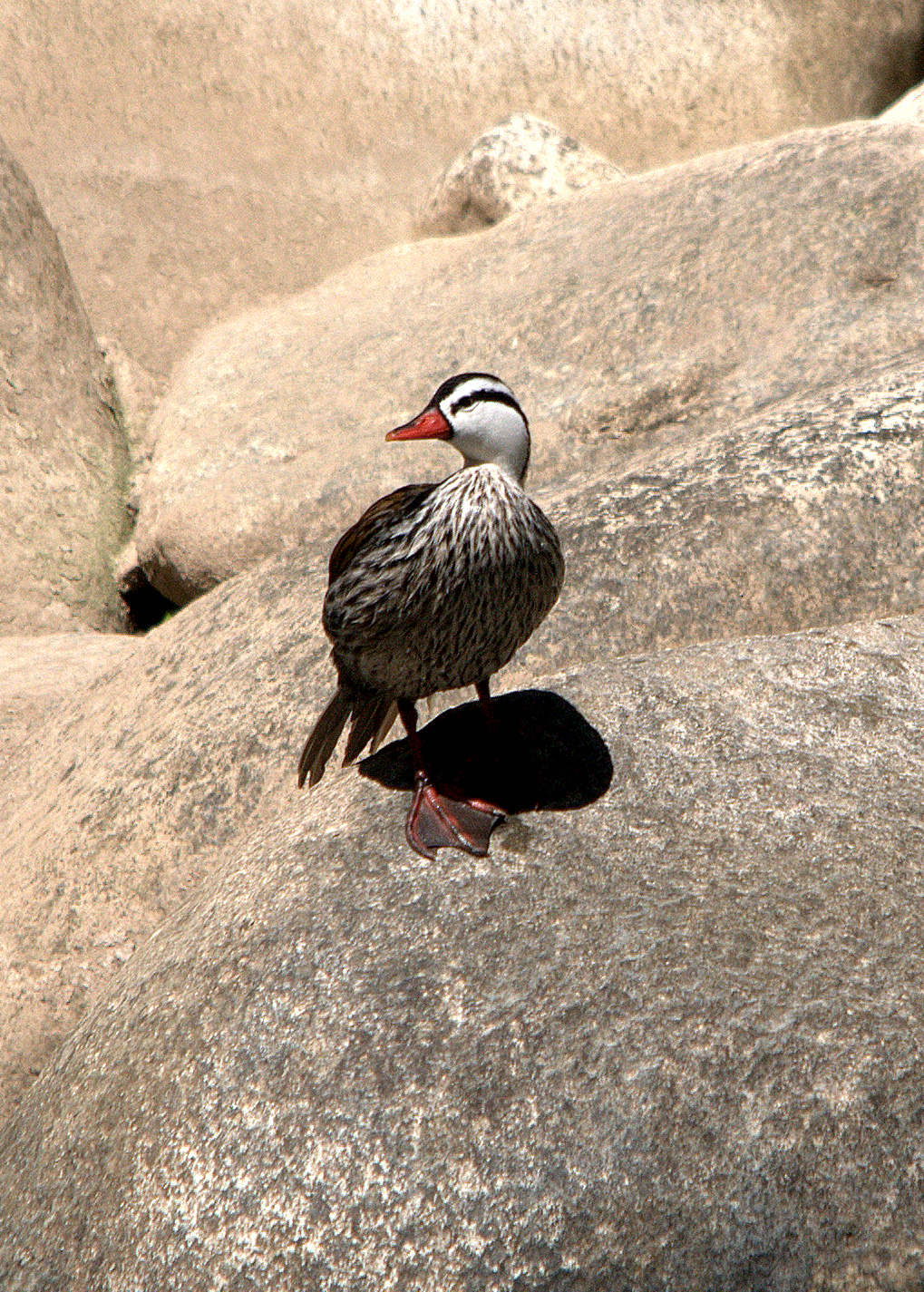
Hane vid Urubambafloden i Peru.

## Status och hot
Arten har ett stort utbredningsområde och en stor population, men tros minska i antal, dock inte tillräckligt kraftigt för att den ska betraktas som hotad. Internationella naturvårdsunionen IUCN kategoriserar därför arten som livskraftig (LC). Världspopulationen uppskattas till mellan 13.000 och 23.000 vuxna individer.